# Caspioplana pharyngosa
Caspioplana pharyngosa és una espècie endèmica de triclàdide dendrocèlid que habita a l'aigua salada de la mar Càspia. Aquest animal coexisteix amb el gènere marícola Pentacoelum.